# Nature Climate Change (revista)
Nature Climate Change és una revista científica revisada per parells publicada pel grup Nature Publishing Group, cobreix tots els aspectes de la recerca sobre el canvi climàtic, especielment els seus efectes. Es va establir al 2011 i el seu primer redactor en cap va ser Olive Heffernan. D'acord amb Journal Citation Reports, l'any 2016 la revista va tenir un factor d'impacte de 19.304.